# غلام‌رضا زنجانچی
غلام‌رضا زنجانچی سیاست‌مدار ایرانی بود، که در  دوره بیست و یکم به عنوان نماینده مراغه و  دوره بیست و دوم به عنوان نماینده بناب در مجلس شورای ملی حضور داشت.